# جورکادا
جورکادا (به اسپانیایی: Jorcada) یک کوه در بولیوی است. جورکادا ۵٬۷۵۰ متر بالاتر از سطح دریا واقع شده‌است.